# Jeu d'enfant (nouvelle)
Ne doit pas être confondu avec Jeu d'enfant (film).
Jeu d'enfant (titre original : Child's Play) est une nouvelle de science-fiction de William Tenn.
La nouvelle met en scène Sam qui, à l'approche de Noël de 1947, reçoit un colis portant la mention « Joyeux Noël 2153 ». Une fois déballé, le colis contient une panoplie de chimie permettant, selon la notice d'utilisation, de créer des êtres humains artificiels. Abasourdi, il se lance dans la construction d'une ébauche d'être humain…

## Parutions

### Parutions aux États-Unis
La nouvelle est parue initialement aux États-Unis dans Astounding Science Fiction.

### Parutions en France
La nouvelle a été publiée dans Fiction spécial no 9 : Astounding 1947-1951. L'âge d'or de la science-fiction, éd. OPTA, avril 1966.
Puis elle a été publiée dans Les Chefs-d'œuvre de la science-fiction en avril 1970.
Elle a été enfin publiée en avril 1985 dans l'anthologie Histoires mécaniques.

### Parutions dans d'autres pays
La nouvelle a été publiée :
- en langue japonaise, en 1958, sous le titre クリスマス・プレゼント[3] ;
- en langue italienne, en 1966, sous le titre Gioco per bambini[4] ;
- en langue allemande, en 1972, sous le titre Der Menschenbaukasten[5] ;
- en langue néerlandaise, en 1975, sous le titre Kinderspel[6].

## Résumé
Un jour, alors que Noël est proche, Sam Weber reçoit une horrible cravate rouge et bleue de sa tante Maggie. C'était attendu : tante maggie a toujours été incapable du moindre goût esthétique. Mais il reçoit aussi, de manière totalement inattendue, un colis portant la mention « Joyeux Noël 2153 ». 
Une fois déballé, le colis contient une panoplie de chimie permettant, selon la notice d'utilisation, de créer des êtres humains artificiels. Abasourdi, il se lance dans la construction d'une ébauche d'être humain. Cet essai est un échec. Quelques jours plus tard, il fait une nouvelle tentative à partir de ses cellules. Ce second essai est couronné de succès et il crée un clone de lui-même, à tel point que l'être artificiel créé, très vite, se pose en concurrent de Sam, puis en ennemi. Survient alors un homme venu du futur, chargé de résoudre les problèmes engendrés par l'erreur de l’envoi du colis postal. Il a devant lui deux Sam Weber, et tous deux affirment être l'original ! 
Le visiteur du futur, doté de pouvoirs mentaux, décide d'éliminer l'un des deux : il choisit (en se trompant) de « désassembler » le vrai Sam Weber et de laisser le sosie en vie. Ce dernier montre d'ailleurs qu'il n'a aucun jugement esthétique : il passe autour du cou la cravate bleue et rouge de tante Maggie.